# Les Vélins du Roi

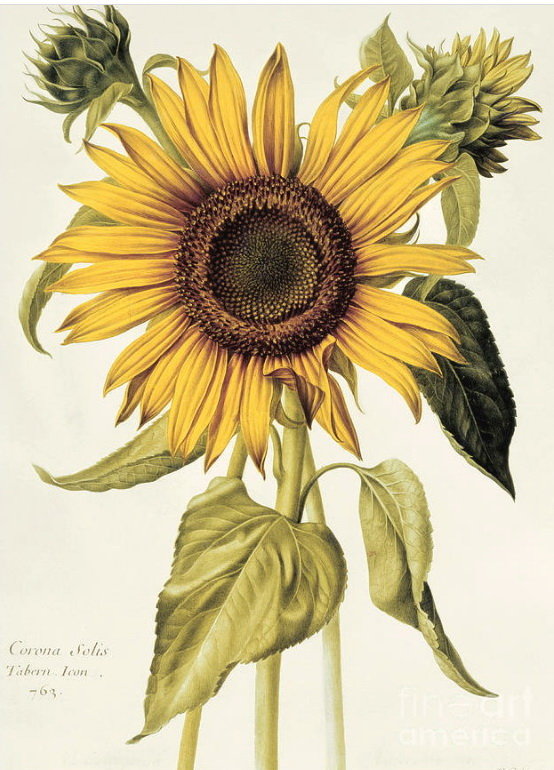
Helianthus annuus di Nicolas Robert

Les Vélins du Roi ("Le pergamene del Re") sono un compendio di 6.984 dipinti e disegni di piante e animali, iniziato nel 1631 per documentare gli esemplari presenti nel Jardin du roi e nella sua ménagerie. Primi illustratori come Nicolas Robert, Pancrace Bessa, Gérard van Spaendonck, Claude Aubriet e Madeleine Françoise Basseporte contribuirono a illustrare il codice durante i regni di Luigi XIII, Luigi XIV e Luigi XV, e l'opera fu infine affidata nel 1793 al Museo nazionale di storia naturale di Francia, dove è oggi conservato.
Nel 1645 Nicolas Robert fu invitato al castello di Blois dal fratello del re Luigi XIII Gastone, duca di Orléans, che aveva creato un giardino botanico coltivando una moltitudine di piante rare. Si ritiene che sia stato il botanico scozzese Robert Morison, il direttore dei giardini, a ispirare Robert a illustrare le piante coltivate. Dopo la morte di Gaston nel 1660, la collezione di pergamene fu lasciata a suo nipote Luigi XIV, che le depositò al Jardin des Plantes di Parigi. Robert proseguì al servizio del re e continuò le sue illustrazioni di piante. La collezione fu ulteriormente ampliata nel corso dei secoli XVIII e XIX con opere di altri celebri artisti, tra cui il famoso Pierre-Joseph Redouté. Dopo la Rivoluzione francese del 1789, le aggiunte alla collezione si concentrarono principalmente sulla fauna selvatica.
Claude Aubriet seguì Jean Joubert, successore di Nicolas Robert, come pittore di piante nel giardino botanico reale. I disegni di Aubriet sono eseguiti meticolosamente, rispettando gli standard stabiliti da Robert. Aubriet fu patrocinato da Joseph Pitton de Tournefort (1656-1708), un importante botanico francese che gli commissionò l'illustrazione del suo celebre Elements de botanique, pubblicato a Parigi nel 1694. Due colleghi di de Tournefort, Sébastien Vaillant (1669-1722) e Antoine de Jussieu (1686-1758), fecero anche uso dei talenti di Aubriet per illustrare le loro opere.
Nel 2016 la ditta Citadelles & Mazenod ha pubblicato un volume di 624 pagine che raffigura 800 delle lastre della collezione.